# (1887) Virton
(1887) Virton (1950 TD) – planetoida z grupy pasa głównego asteroid okrążająca Słońce w ciągu 5,22 lat w średniej odległości 3,01 j.a. Odkryta 5 października 1950 roku.